# Anthelephila maigudensis
Anthelephila maigudensis là một loài bọ cánh cứng trong họ Anthicidae. Loài này được miêu tả khoa học năm 197? bởi van Hille.